# Seiji Mizushima
Pour les articles homonymes, voir Mizushima.
Seiji Mizushima (水島 精二, Mizushima Seiji) est un réalisateur d’anime japonais, né le 28 janvier 1966 à Fuchū, dans la banlieue de Tōkyō.
Il a notamment réalisé Shaman King, Fullmetal Alchemist et Mobile Suit Gundam 00.

## Biographie
Après avoir été diplômé de l'école de Design de Tōkyō, Seiji Mizushima intègre le studio de photographie Tōkyō Animation Film (Actuel Anime Film). Il travaille en tant que directeur assistant à la photographie puis intègre le monde de l'animation. 

## Travaux

### Télévision
- 1995-1996 : Neon Genesis Evangelion (Réalisateur d'épisode: 9)
- 1996 : Slayers Next (Storyboard: 11,17,21,25 ; Réalisateur d'épisode: 5,11,17,25)
- 1997 : Speed Racer TV2 (Storyboard: 27 ; Réalisateur d'épisode: 4)
- 1997 : Slayers Try (Storyboard: 6 ; Réalisateur d'épisode: 6)
- 1997-1998 : Battle Athletes (Storyboard ; Réalisateur d'épisode)
- 1998 : Generator Gawl (réalisateur ; Storyboard: 1,8,12 ; Réalisateur d'épisode: 1,12)
- 1999 : Space pirate Mito (Storyboard ; Réalisateur d'épisode)
- 1999 : Space pirate Mito TV 2 (Storyboard ; Réalisateur d'épisode)
- 1999-2000 : Dai-Guard (réalisateur ; Storyboard: 1,8,13,14,16,26 Réalisateur d'épisode: 1,14,26)
- 2000 : Vandread (Storyboard ; Réalisateur d'épisode)
- 2000 : Tales of Eternia
- 2001 : I Wish You Were Here (réalisateur)
- 2001 : Shingu (série) (Storyboard)
- 2001 : Vandread - The second stage (Storyboard ; Réalisateur d'épisode)
- 2001-2003 : Shaman King (réalisateur ; Storybaord: 1,53,64; Réalisateur d'épisode: 1,64)
- 2002 : Spiral: suiri no kizuna (Storyboard: 18)
- 2003-2004 : Fullmetal Alchemist (réalisateur ; Storyboard 1,9,44,51 ; Réalisateur d'épisode: 25)
- 2005 : The King of Braves GaoGaiGar Final (Storyboard)
- 2005-2006 : Eureka Seven (Storyboard: 37)
- 2007 : Oh! Edo Rocket (réalisateur ; Storyboard: 1,3,26 ; Réalisateur d'épisode: 3)
- 2007-2008 : Mobile Suit Gundam 00 (réalisateur ; Storyboard: 1,3,14,19,21,24,25; Réalisateur d'épisode: 25)
- 2008-2009 : Mobile Suit Gundam 00 - Second (réalisateur)
- 2008 : Shikabane Hime (Storyboard: 8)
- 2010 : Hanamaru Kindergarten (Réalisateur, storyboard : 5)
- 2010 : Kaitō Reinya (Directeur du son)
- 2011 : Un-Go (Réalisateur)
- 2012 : Natsuiro Kiseki (Réalisateur)
- 2015 : Concrete Revolutio (Réalisateur)

### Cinéma
- 2005 : Fullmetal Alchemist: Conqueror of Shamballa (réalisateur, storyboard)
- 2010 : Mobile Suit Gundam 00 the Movie: A wakening of the Trailblazer (réalisateur, storyboard)
- 2014 : Expelled from Paradise (Rakuen Tsuiho) (réalisateur, storyboard).

### OAV
- 1992-1993 : Kōryū Densetsu Villgust (Réalisateur d'épisode)
- 1995 : Megami Paradise (Réalisateur d'épisode)
- 2000-2003 : The King of Braves GaoGaiGar Final - OAV (Storyboard
- 2006 : Fullmetal Alchemist - OAV (réalisateur)